# Campionato polacco di pallavolo femminile
Il campionato polacco di pallavolo femminile è un insieme di tornei pallavolistici per squadre di club polacche, istituiti dalla Federazione pallavolistica della Polonia.

## Struttura
- Campionati nazionali professionistici:

Liga Siatkówki Kobiet: a girone unico, partecipano dodici squadre.
- Campionati nazionali non professionistici:

I liga: a girone unico, partecipano dodici squadre;
II liga: ?;
III liga: ?;
IV liga: ?.